# Quả cầu lửa Naga

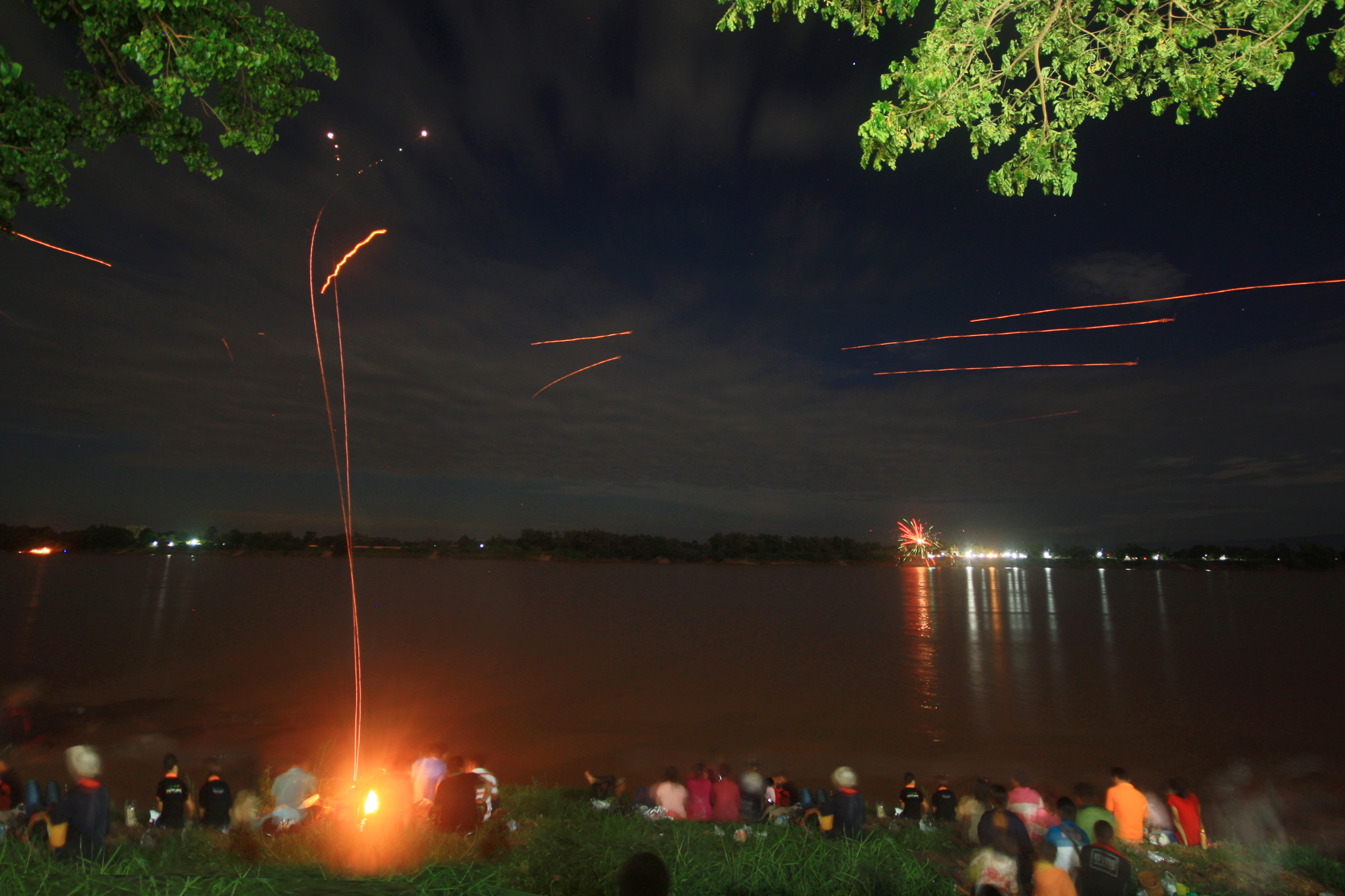
Một bức ảnh được cho là mô tả những quả cầu lửa Naga

Những quả cầu lửa Naga (tiếng Anh: Naga fireball) còn gọi là "Rồng phun bóng" hay "Đèn Mekong" là một hiện tượng được cho là thường xuất hiện trên sông Mê Kông. Những quả cầu màu đỏ nhạt, kích thước có thể từ nhỏ bằng những đốm sáng cho đến to bằng quả bóng rổ, nổi lên từ mặt nước rồi biến mất, tùy từng đêm có thể nhìn thấy từ hàng chục cho đến hàng ngàn, hàng vạn quả cầu như vậy. Hiện tượng này được đặt theo tên của Nāga, sinh vật giống loài rắn huyền thoại được cho là sống ở sông Mekong.

## Truyền thuyết
Theo truyền thuyết của Lào, những quả cầu lửa này được là hơi thở của rắn thần Naga (rắn thần cai quản sông Mekong) tỉnh dậy sau 3 tháng của mùa chay "Boun Khao PhanSa" của người Thái và người Lào.
Vì thương dân mùa khô hạn không có nước cày cấy nên Naga thường nổi lên giữa dòng Mekong để làm mưa vào dịp Tết Lào. Khi mùa mưa kết thúc, thần rắn Nagar lại phun lửa chào mừng.
Do muốn trở thành đệ tử của Đức Phật nên Naga đã biến thành một người phật tử để được nghe Đức Phật giảng kinh. Do ngủ quên nên Naga bị hiện nguyên hình thành rắn. Mong ước không thành nhưng Naga vẫn một lòng hướng về Đức Phật. Vào ngày cuối cùng trong tuần chay của đạo Phật chính là ngày Đức Phật trở về với hạ giới, Naga đã tạo ra những quả cầu lửa để làm thành các bậc thang đón ngài.
Chính vì thế, ở Kaeng Aa-Hong, nơi sâu nhất của Mekong và vốn được cho là kinh đô vương quốc của Nāga, các quả cầu bao giờ cũng to nhất, đẹp nhất, lại có hào quang ánh xanh bên ngoài sắc đỏ.

## Mô tả
Hiện tượng này thường xảy ra chỉ trong khoảng từ 1-3 ngày trong một năm, vào ngày cuối của Lễ Phật giáo của người Thái thường được tổ chức vào tháng 10. Khi xuất hiện, những quả bóng không tạo ra âm thanh hay khói, đôi khi có màu đỏ, hồng hoặc màu trắng. Chúng có thể bay lên đến 100m cách mặt sông và chỉ có thể được nhìn thấy vào ban đêm.

## Giải thích
Kênh truyền hình iTivi của Thái Lan trước đây có đưa ra giả thuyết về việc binh lính Lào bắn súng tiểu liên AK chỉ thiên bằng đạn vạch đường (tracer) để tạo ra quang cảnh này. Brian Dunning hoài nghi cho rằng sẽ không thể cho bất cứ ai trên con sông nửa dặm nghe thấy tiếng súng vì sẽ mất 2,5 giây để âm thanh di chuyển đến khán giả, và khi đó đám đông quan sát sẽ nhận ra ánh sáng và bắt đầu cổ vũ, át mất âm thanh khi nó chạm tới họ. Nhà sinh vật học người Thái Jessada Denduangboripant đã phân tích cảnh quay của một sự kiện bắn phá Naga và kết luận rằng hiệu ứng này là do việc bắn pháo từ phía bên kia sông.
Cách giải thích được nhiều người ủng hộ nhất hiện nay cho rằng nguyên nhân của hiện tượng này là sự tương tác đồng thời của nhiều yếu tố tự nhiên. Đó là sự tồn tại của hỗn hợp khí mêtan - nitơ nồng độ 19%; sự kết hợp của cả vi khuẩn hiếu khí và kị khí ở độ sâu từ 4,55 đến 13,4 m với lớp trầm tích hữu cơ dày trên đáy sông đất sét và cát; nhiệt độ môi trường xung quanh luôn cao hơn 26 độ C ở các thời điểm 10h, 13h và 16h; độ pH dao động từ 6,4 đến 7,8.
Do sức nóng của Mặt Trời, các vật chất hữu cơ (xác động thực vật) ở đáy sông sẽ phân huỷ trong khoảng từ 3 đến 6 giờ, sinh ra khí metan. Dưới tác động của áp suất, khí được đẩy lên mặt nước, sau đó kết hợp với oxy và bốc cháy thành những quả cầu lửa có màu sắc không thay đổi, không có khói và tiếng động, khi biến mất không để lại dấu vết. Tần suất xuất hiện và độ sáng của các quả cầu phụ thuộc vào một số yếu tố như khoảng cách tương đối của Trái Đất với Mặt Trăng và Mặt Trời, cường độ của các tia tử ngoại "B" và "C", độ dày tầng ozone ở tầng bình lưu.
Theo tác giả Brian Dunning, giả thuyết này thiếu cơ sở khoa học. Khí metan chỉ cháy trong môi trường có lượng oxy cụ thể và chỉ tự bùng cháy trong một lượng càng giới hạn hơn nữa khó tìm thấy trong tự nhiên. Trong các thí nghiệm trong phòng thí nghiệm về giả thuyết này, khí metan chỉ cháy rất nhanh và có màu xanh, tạo ra khói đen. Nó không bao giờ cháy chậm, có màu đỏ, hay bay lên không trung.
Các nhà khoa học cho rằng hiện tượng này được quan sát rõ nhất vào ngày cuối trong tuần chay của đạo Phật vì đó cũng là ngày Trái Đất gần với Mặt Trời và Mặt Trăng nhất. Lực hấp dẫn từ các hành tinh này cùng với cường độ tia tử ngoại mạnh và sự tập trung khí oxy gần mặt đất đã tạo ra một hiện tượng này.